# Savassi
A Savassi é um bairro nobre, situado na Zona Centro-Sul de Belo Horizonte. É conhecida pela grande quantidade de bares e por um desenvolvido comércio, sendo uma das regiões mais prestigiadas da capital mineira. No início de 2006, antes da reunião do Banco Interamericano de Desenvolvimento, a prefeitura desmembrou o bairro Funcionários, criando o bairro da Savassi e o da Boa Viagem.  A área a nordeste continuou se chamando Funcionários.
Alguns locais famosos da Savassi são:
- A Praça Diogo de Vasconcelos;
- As avenidas Cristóvão Colombo e Getúlio Vargas;
- A Praça da Liberdade;
- A Escola de Arquitetura da UFMG;
- O Colégio Santo Antônio.

## Origem do nome
Os irmãos Achille, Arturo e Angelo Savazzi, imigrantes italianos da província de Mântua, estabeleceram uma padaria na rua Tupinambás, no então bairro dos Funcionários nos anos 30.
Em 16 de março de 1940 a padaria muda para a então praça Treze de Maio (hoje praça Diogo de Vasconcelos e foi batizada com o sobrenome familiar já modificado para "Savassi". Com o tempo, o estabelecimento passou a designar a praça ("praça da Savassi") e, sucessivamente, toda a região compreendida pela área antiga do bairro dos Funcionários ganhou essa designação. A existência de um grupo de rapazes que se reunia às portas da padaria, a Turma da Savassi, famosa por suas peripécias noturnas, contribuiu para popularizar o nome popular do logradouro.

## Delimitação
Um projeto de Lei assinado pelo vereador José Lincoln Magalhães, propõe a "Região da Savassi" compreendendo a área delimitada delimitada pelo seguinte perímetro: Começa na Praça Tiradentes, na confluência da Av. Brasil com Av. Afonso Pena. Segue a Av. Brasil até a Praça da Liberdade, incluindo toda a praça, sobe pela rua da Bahia até a Av. do Contorno, segue esta até a Praça Milton Campos, e dali pela Afonso Pena até a Av. Brasil, fechando sua delimitação na Praça Tiradentes.

## Reestruturação

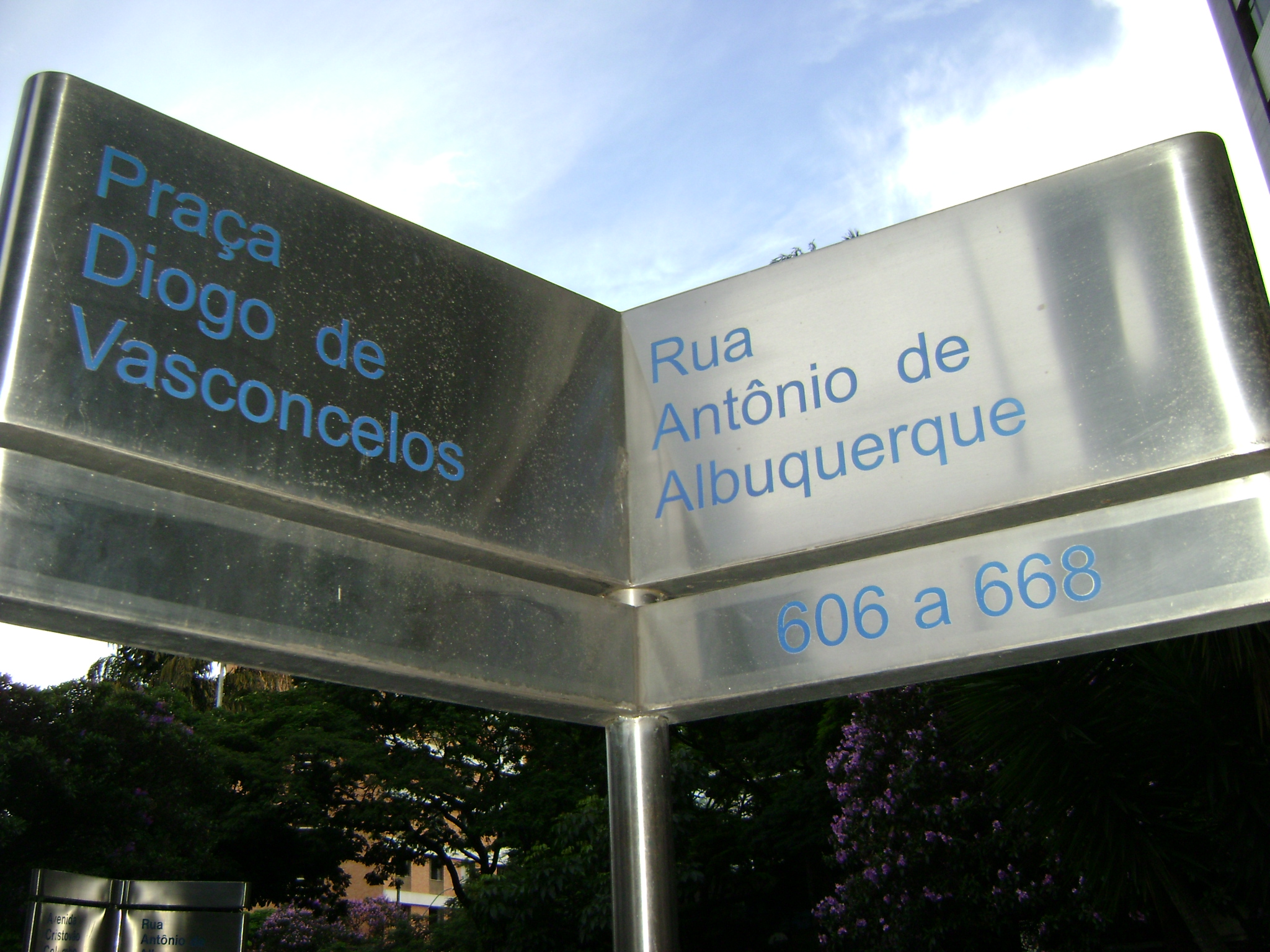
Placa indicando a praça Diogo de Vasconcelos.

A partir de 2011 o bairro passou por uma reestruturação da Praça da Savassi, implantação de uma ciclovia e construção de um estacionamento subterrâneo.

## Feirinha da Savassi
A Feirinha da Savassi, realizada às quintas-feiras no quarteirão da rua Paraíba entre a avenida Getúlio Vargas e a rua Inconfidentes, é um dos símbolos da região. A feira, de responsabilidade da Secretaria Municipal de Segurança Alimentar e Nutricional da Prefeitura (SMASAN),atualmente enfrenta uma recomendação expedida pelo Ministério Público do Estado de Minas Gerais que pede a troca do lugar de realização devido à proximidade com a Escola Estadual Bueno Brandão. Antigamente, a feira acontecia na rua Tomé de Souza entre a rua Pernambuco e a Avenida Cristóvão Colombo.